# سيكوراكس (قمر)
بالإنكليزية Sycorax وهو أكبر قمر غير نظامي ذو حركة رجعية لأورانوس. اكتشف في السادس من ايلول سنة 1997 بواسطة ماثيو هولمان وجون كافلارس وفيليب نيكولسون وجوزيف بورنز، بواسطة استخدام تلسكوب هال وأخذ التعيين المؤقت S/1997 U 2 كما يعرف باسم أورانوس السابع عشر واسمه مشتق من مسرحية العاصفة لويليام شكسبير.
يظهر بلون أحمر وهو أكثر إحمرار من هيماليا لكنه أقل إحمرارا من معظم أجرام حزام كويبر.
تفرض البارمترات المدارية إلى أنه ينتمي ألى نفس التجمع الديناميكي لكل من ستيبوس وبرسبيرو مما يفرض نظرية الأصل المشترك.